# Christopher Mayer
Christopher Mayer (George Charles Mayer III; Nueva York, 21 de febrero de 1954 – Los Ángeles, 23 de julio de 2011), también conocido como Chip Mayer, fue un actor estadounidense de cine y televisión, reconocido por interpretar el papel de Vance Duke en la serie The Dukes of Hazzard.

## Biografía

### Carrera
Mayer interpretó el papel de Vance Duke en la temporada de 1982-1983 de la serie de televisión The Dukes of Hazzard durante 19 episodios. Continuó con su trabajo en cine y televisión a comienzos de la década de 1990, incluyendo una participación en la serie Santa Barbara. Interpretó el papel de Kenneth Falk en la película de humor Liar Liar (1997) junto a Jim Carrey. Apareció en la serie Star Trek: Deep Space Nine, en el episodio "Badda Bing Badda Bang" interpretando a un guardia de seguridad en 1999. Su última aparición en televisión ocurrió en el año 2000 en la serie 18 Wheels of Justice.

### Fallecimiento
Mayer fue encontrado sin vida en su hogar en Sherman Oaks. California, el 23 de julio de 2011. Su muerte fue atribuida a causas naturales.